# Bulbophyllum calceilabium
Bulbophyllum calceilabium är en orkidéart som beskrevs av Johannes Jacobus Smith. Bulbophyllum calceilabium ingår i släktet Bulbophyllum och familjen orkidéer. Inga underarter finns listade i Catalogue of Life.